# Gravity-2
Gravity-2 (chinois : 引力二号) est un lanceur lourd développé par la start-up chinoise OrienSpace dont le premier vol est prévu en 2025. Gravity-2 utilisera un premier étage propulsé par neuf moteur-fusée à ergols liquides Yuanli-85 d'une poussée de 100 tonnes chacun brûlant un mélange de kérosène et d'oxygène liquide en cours de développement en interne. Cet étage serait flanqué de propulseurs d'appoint à ergols liquides. Le lanceur pourra placer une charge utile de 25,6 tonnes sur une orbite basse.  

## Contexte
Le lanceur Gravity-2 est développé par la  société chinoise OrienSpace. Celle-ci fait partie de la dizaine de start-up chinoises (les plus connues sont OneSpace, LandSpace et iSpace) créées à compter de 2014 en profitant de l'ouverture au privé du marché du lancement des satellites jusque-là monopolisé par des conglomérats de l'état chinois. Orienspace, qui est fondée en 2020, soit relativement tard par rapport à ses concurrentes, se singularise par sa décision de développer immédiatement un lanceur de puissance intermédiaire (Gravity-1) sans passer par le développement d'un premier lanceur léger. Les locaux de la société sont situés à Yantai dans la province du Shandong, au nord-est de la Chine. Gravity-1, qui utilise uniquement une propulsion à propergol solide, effectue son premier vol en janvier 2024. OrienSpace développe en parallèle un lanceur plus puissant, Gravity-2, utilisant une propulsion liquide, dont le premier vol est prévu en 2025. 

## Caractéristiques techniques
Le lanceur Gravity-2 a une hauteur de 60 mètres et une masse de 927 tonnes. Le premier étage, qui est flanqué de deux propulseurs d'appoint à propergol solide de type SP-70 semblables à ceux utilisés par la fusée Gravity-1, est propulsé par neuf moteur-fusée à ergols liquides Yuanli-85 de 100 tonnes de  poussée brûlant un mélange de kérosène et d'oxygène liquide qui sont en cours de développement en interne. La poussée au décollage est de 1450 tonnes. Le deuxième étage est propulsé par un unique Yuanli-85. Deux types de coiffe sont disponibles dont le diamètre est respectivement de 4,2 et 5 mètres. Le lanceur est capable de placer 25,6 tonnes en orbite terrestre basse, 19,1 tonnes sur une orbite héliosynchrone de 500 kilomètres et 7,7 tonnes sur une orbite de transfert géostationnaire.   